# Zwentendorf
Zwentendorf an der Donau là một đô thị thuộc huyện Tulln trong bang Niederösterreich, Áo